# エフォートシッピング
エフォートシッピング (Effort Shipping) とは、インターネット上における商品の販売形態で、集客から集金までを含むネットショップ運営を店舗の代わりに全て行うことを目的としたウェブサービスの名称である。

## 概要
エフォートシッピングでは、従来ネットショップ運営店舗が行っていた業務の発送部分を除く全ての作業を一括してエフォートシッパーがまかなうことで、店舗のリスクおよび業務負荷の軽減を目的としている。運営サイトからの販売売り上げの一部がエフォートシッパーの収益源となる。従って店舗がウェブサイトを開設しようとしたときに必要となる初期コストと運営時のランニングコストの代わりに売り上げの一部が充当されることで、店舗は低予算でショップサイトを開設・運営できることとなる。エフォートシッパーが努力することにより、そのショップサイトが成功するかどうかが決まるという点において、ドロップシッピングとは異なるビジネスモデルと言える。
今まで、店舗が抱えていた販売リスクをエフォートシッパーの努力（effort）が肩代わりするという、いわば店舗丸抱えの成功報酬型のショッピングサービスとして新たに誕生した。

## メリット
- 仕入れの必要がなくなるので、ネットショップを始める上でのリスクが少なくなる
- 梱包、発送などの受注後の業務を行う必要がないため、サイト作成とサイトのマーケティング活動に専念することができる
- 豊富な商品が取り揃えられているので、選択肢が多い

## デメリット
- 売り上げの一部を収益源とするため集客などのノウハウがないと収益が上がらない

## 現状
2008年夏から国内ではのフラット・コンチネンツ社が試験運用を行い。同年11月1日に正式にサービス開始を発表している。